# Pegasus (Europa-Park)
Pour les articles homonymes, voir Pegasus.
Pegasus' est un parcours de montagnes russes de type montagnes russes en métal junior qui se situe à Europa-Park.
Pour les enfants, les véhicules ont été équipés de sièges ergonomiques à garde-corps central. L'attraction a une hauteur de 15 mètres, un virage d’une inclinaison de 86 degrés et de nombreuses courbes et une vitesse de pointe de 65 km/h. La longueur du trajet effectuée par 2 trains, dont les wagons évoquent les chars de Troie, est de 400 mètres. Quant à la gare, elle se situe à l'intersection des rails des montagnes russes aquatiques Poseidon. La conception et la réalisation de cette attraction sont de l'entreprise Mack Rides à Waldkirch.
Son décor est un site de fouilles archéologiques du quartier grec d'Europa-Park.

## Galerie

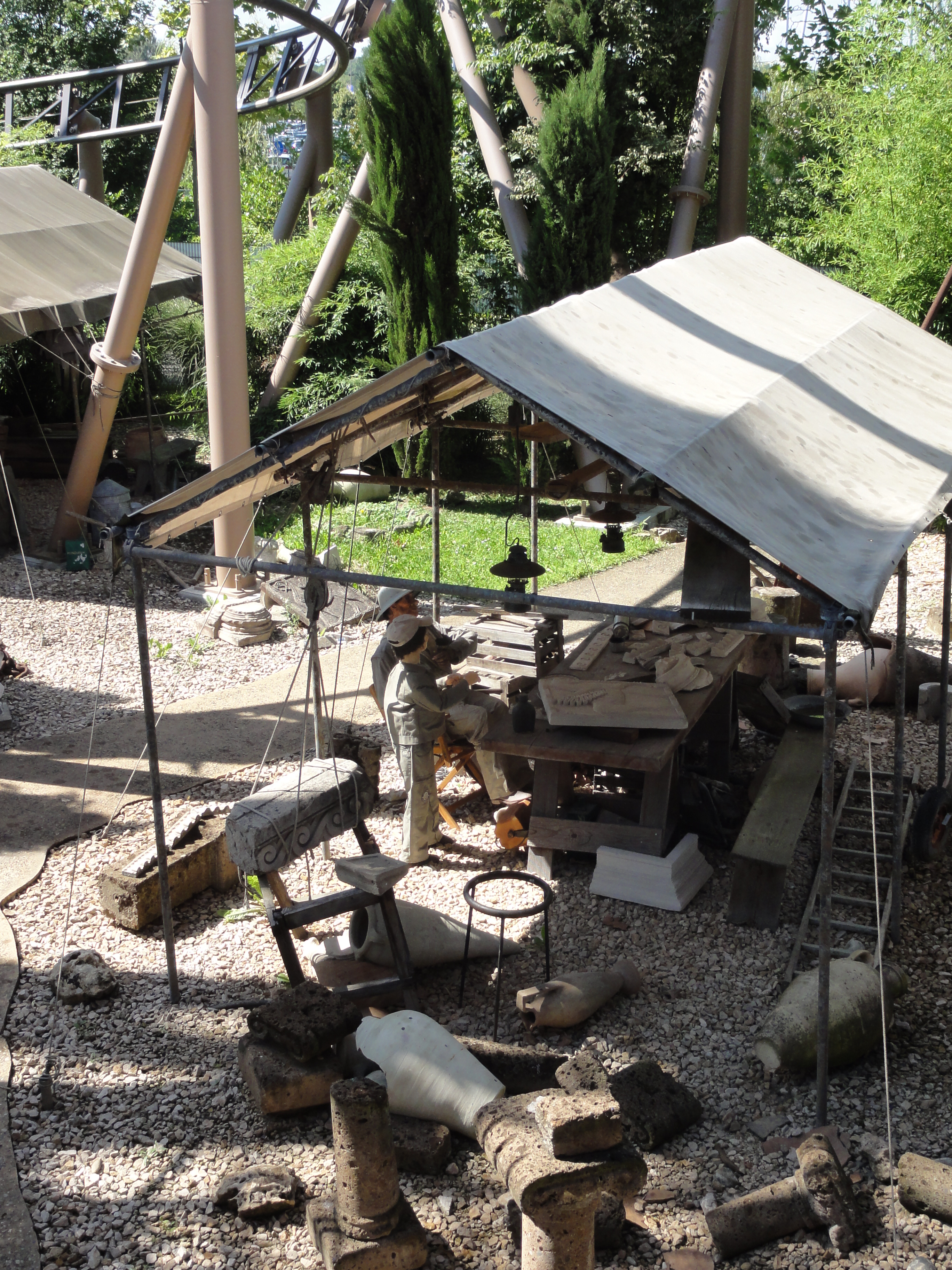
Décors dans la file d'attente.
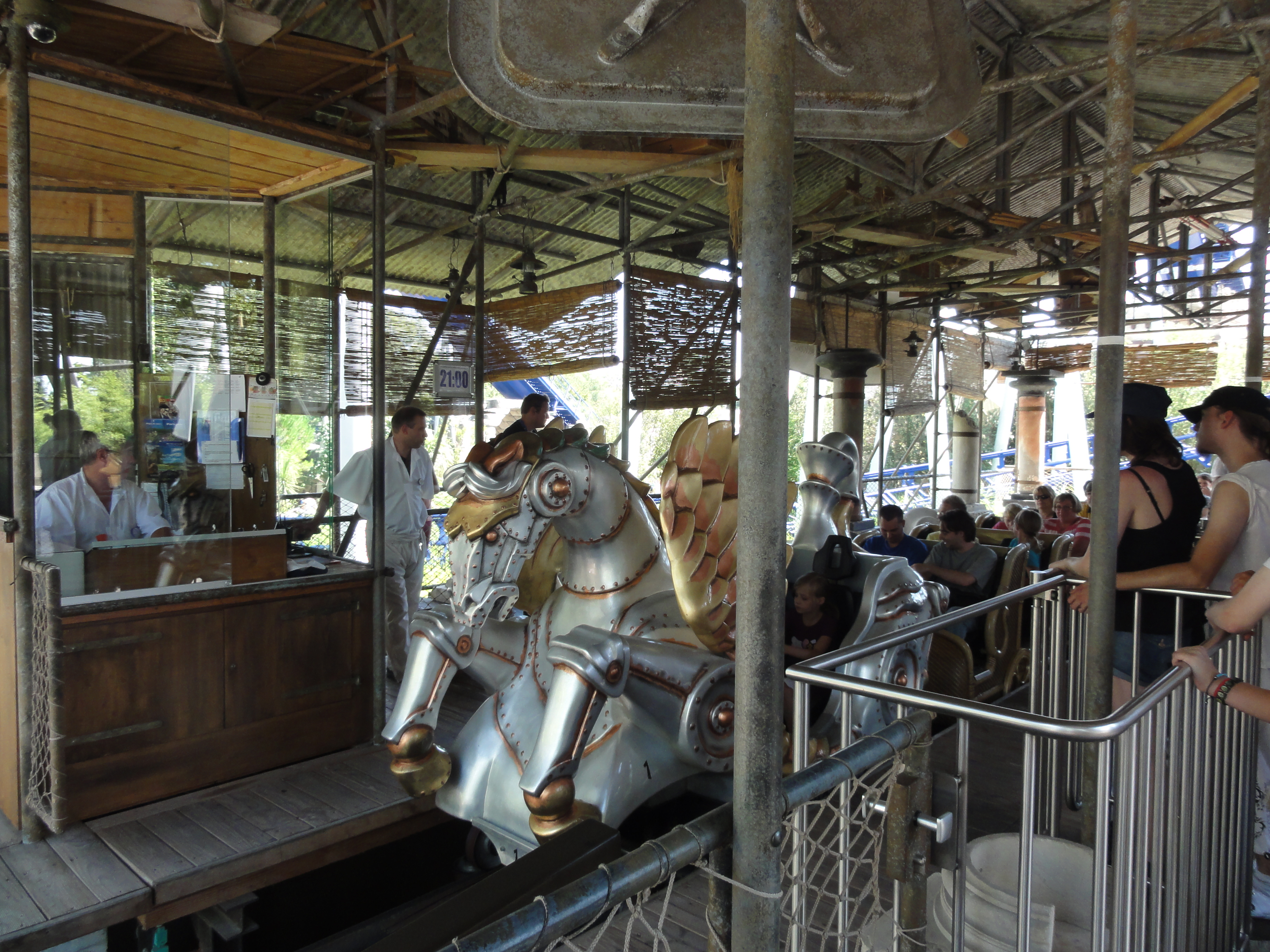
Train en gare.
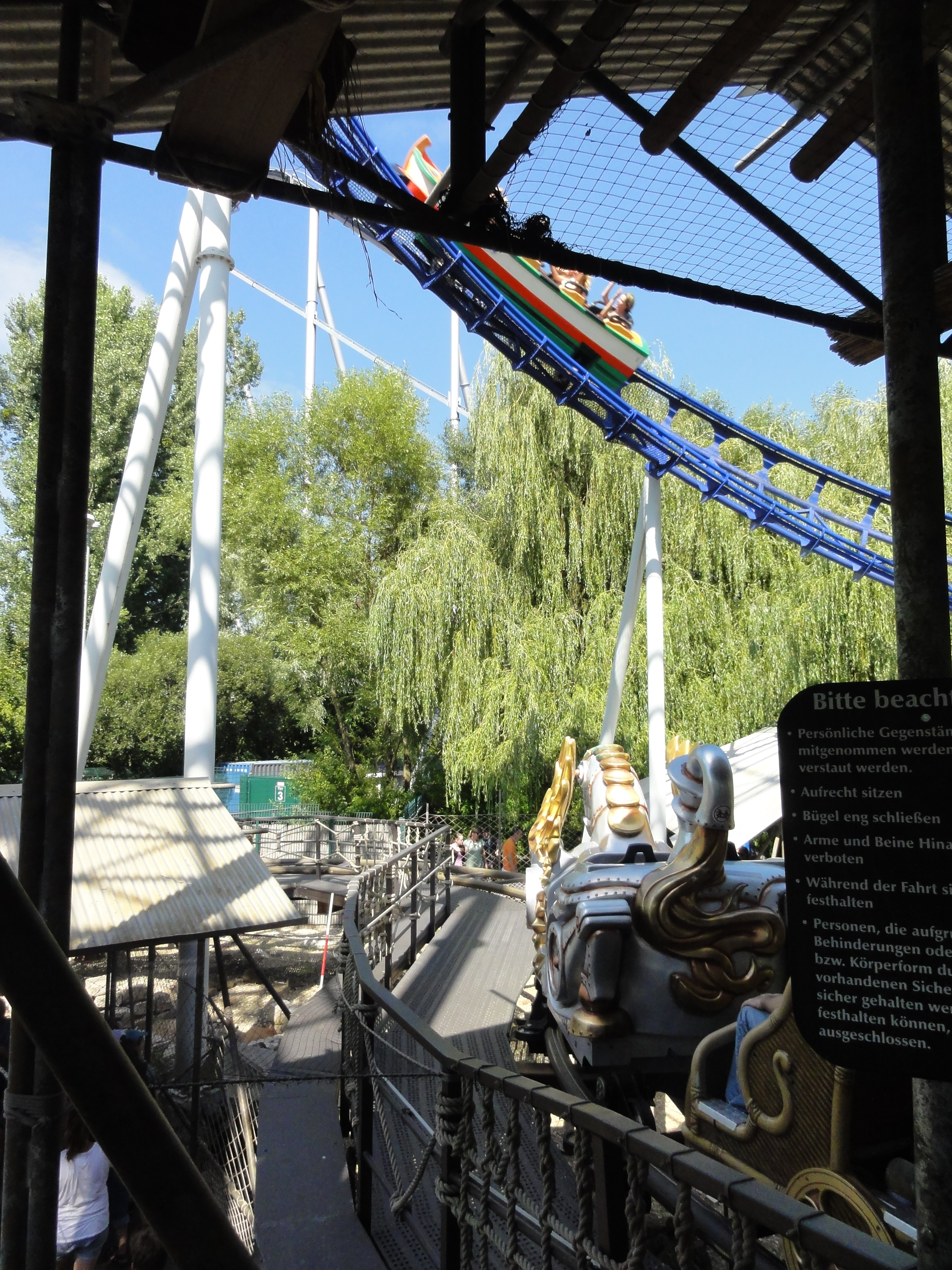
Parcours croisant celui de Poseidon.